# Sonohyan-utaki

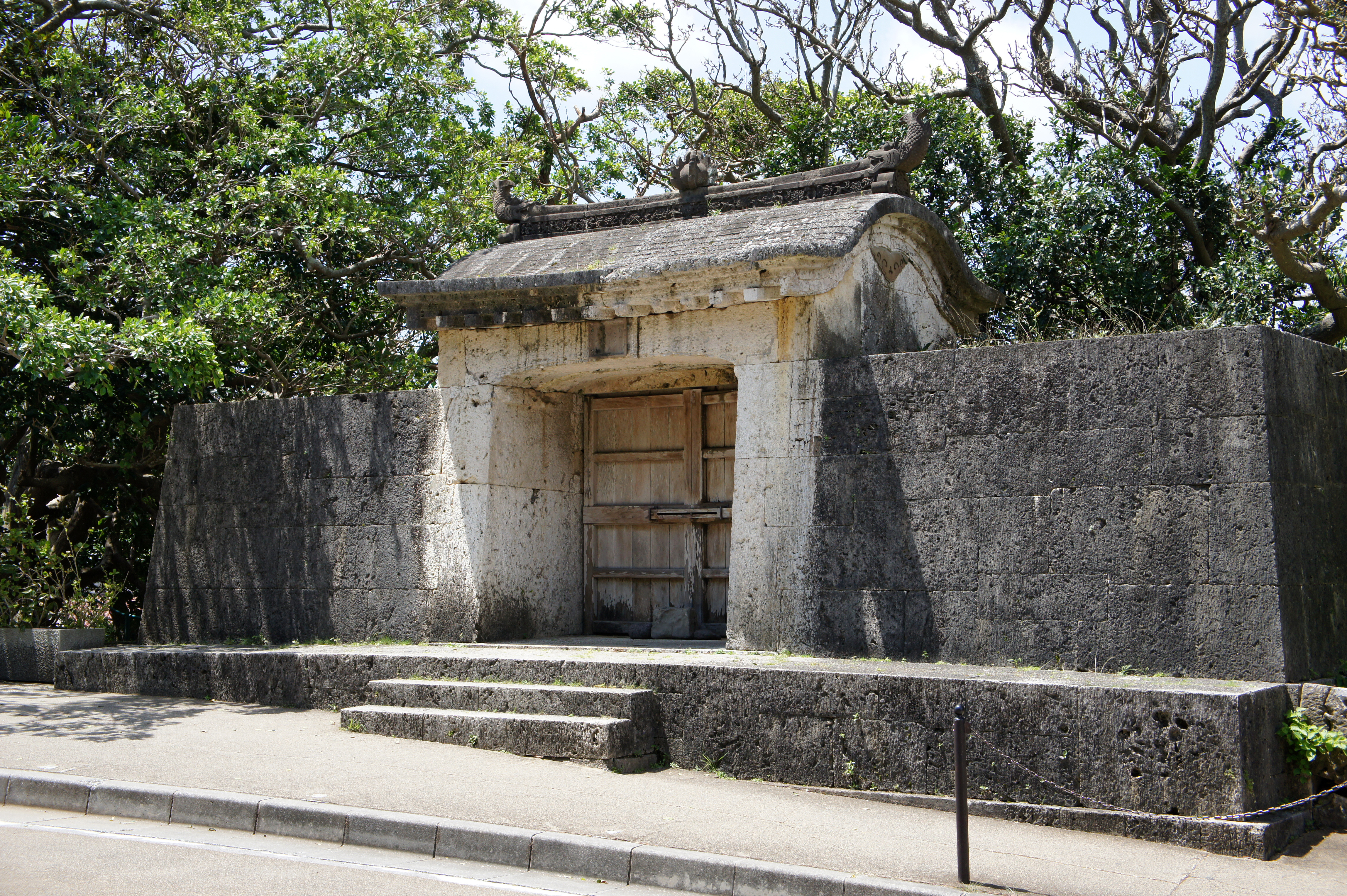
La porte de pierre du Sonohyan-utaki.

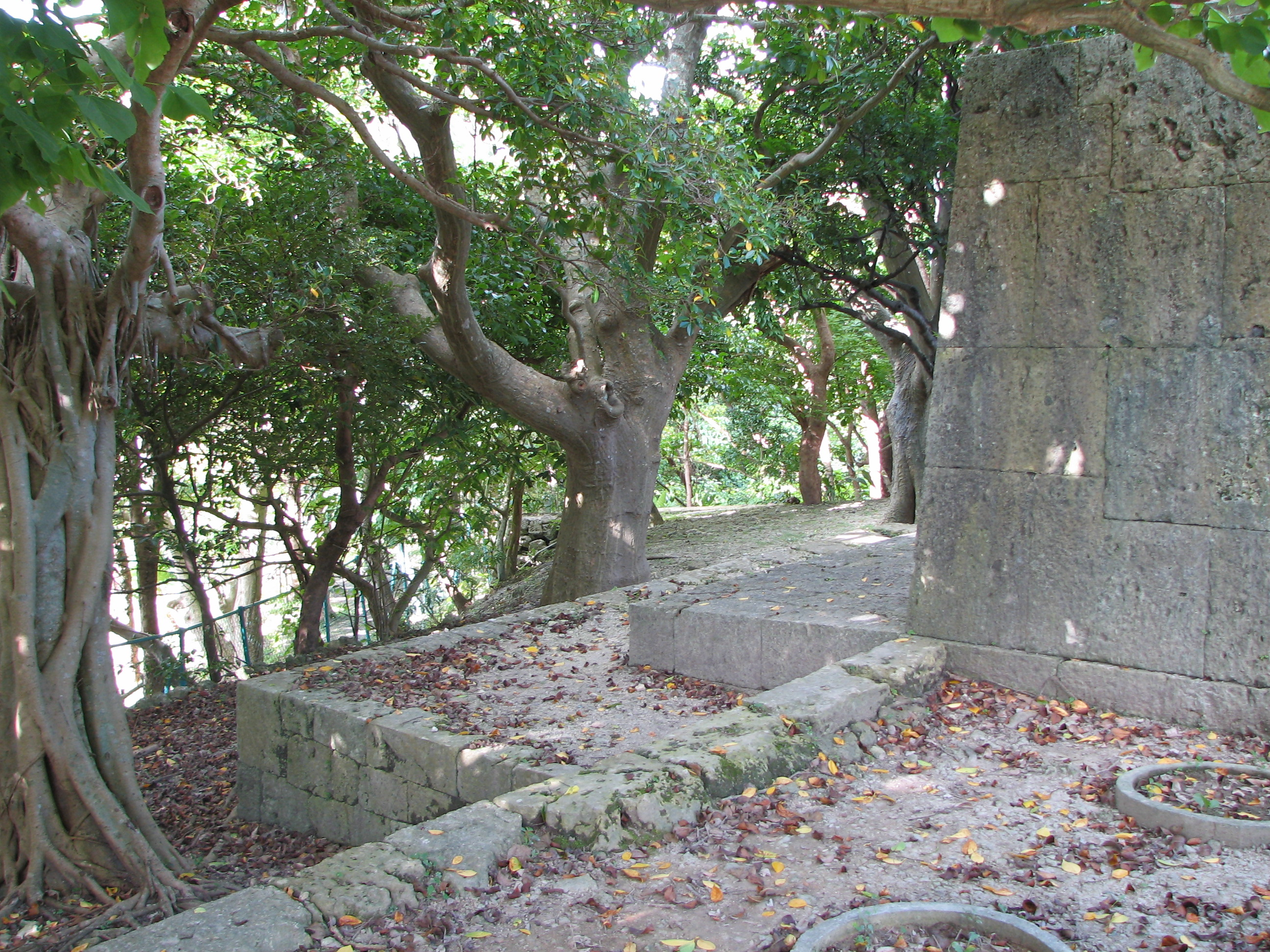
Le bosquet du Sonohyan-utaki.

Le Sonohyan-utaki (園比屋武御嶽, okinawaïen : Sunuhyan-utaki) est un bosquet sacré d'arbres et de plantes (utaki) de la religion ryūkyū indigène traditionnelle. Il se trouve dans l'enceinte du château de Shuri à Naha, à quelques pas de la porte Shureimon du château. Son utaki, ou plus précisément sa porte en pierre  (石門, ishimon), fait partie d'un certain nombre de sites qui constituent l'ensemble du patrimoine mondial de l'UNESCO officiellement intitulé Sites Gusuku et biens culturels associés du royaume de Ryūkyū, et qui est désigné bien culturel important.
Alors que les portes n'étaient ouvertes que pour le roi, elles sont aujourd'hui toujours fermées, et sont en quelque sorte devenues elles-mêmes un espace sacré, représentant le véritable espace sacré derrière elles. De nombreux voyageurs et les habitants viennent prier à la porte.
La porte de pierre est construite à l'origine en 1519, durant le règne du souverain des Ryūkyū Shō Shin, bien que l'endroit ait été reconnu utaki (sacré) auparavant. Chaque fois que le roi quittait le château pour un voyage, il s'arrêtait d'abord au Sonohyan-utaki afin de prier pour la sécurité de son déplacement. Le site jouait également un rôle important dans l'initiation de la grande prêtresse (聞得大君, kikoe-ōgimi) de la religion native.
La porte passe pour être un excellent exemple de l'architecture traditionnelle d'Okinawa, et montre de nombreux signes de l'influence chinoise, avec un pignon d'influence japonaise dans le style karahafu. Sévèrement endommagée au cours de la bataille d'Okinawa en 1945, la porte est restaurée en 1957, et officiellement désignée patrimoine mondial de l'UNESCO en 2000, avec un certain nombre d'autres sites des îles d'Okinawa. L'utaki, c'est-à-dire le bosquet sacré lui-même, était autrefois beaucoup plus grand qu'il ne l'est aujourd'hui, une école primaire et d'autres bâtiments ayant empiété sur l'espace.